# Гасанова, Баяз Гасаналы кызы
Баяз Гасаналы кызы Гасанова (азерб. Bəyaz Həsənalı qızı Həsənova; 1918, Махмудлу, Джебраильский уезд — ?) — советский азербайджанский хлопковод, Герой Социалистического Труда (1948).

## Биография
Родилась в 1918 году в селе Махмудлу Джебраильского уезда Азербайджанской Демократической Республики (ныне посёлок в Джебраильском районе Азербайджана).
С 1935 года звеньевая в колхозе имени Ленина Джебраильского района Азербайджанской ССР. В 1947 году получила урожай хлопка 86,4 центнера с гектара на площади 5 гектаров. Указом Президиума Верховного Совета СССР от 10 марта 1948 года за получение в 1947 году высоких урожаев хлопка Гасановой Баяз Гасаналы кызы присвоено звание Героя Социалистического Труда с вручением ордена Ленина и золотой медали «Серп и Молот».
С 1966 года пенсионер союзного значения.